# Пантера (фільм)
«Пантера» (англ. Panther) — фільм 1995 року режисера Маріо Ван Піблза, знятий за сценарієм його батька Мелвіна Ван Піблза, що заснований на його ж однойменному романі. Фільм зображує історію партії «Чорні пантери». Деякі факти піддалися художньої переробці, але в цілому сюжет близький до реальної історії.
У фільмі знімалися відомі актори: Анджела Бассетт, Кріс Такер, Боббі Браун, Кріс Рок. Критики відзначили зовнішню схожість Маркуса Чонга з Г'юї Ньютоном, якого він грав.
Саундтрек до фільму, що містить музику в стилі R&B та хіп-хоп, був випущений 2 травня 1995 року лейблом Mercury Records.

## Сюжет
Фільм фокусується на підйомі і занепаді партії «Чорна пантера для самозахисту» або просто «Чорні пантери» в добу підйому руху за права темношкірих американців і розчарування в пасивному спротиві як в інструменті боротьби за громадянські права. У фільмі описана програма ФБР COINTELPRO, за допомогою якої влади виявляли і знешкоджували афроамериканських політичних активістів.
У фільмі також описано, як злочинні угруповання у співпраці з американськими спецслужбами (ФБР, ЦРУ) «наповнюють» внутрішньоміські африканські гето важкими наркотиками — героїном і кокаїном, і що мафія (ймовірно італійська) погодилися поставляти безпрецедентно велику кількість наркотиків та поширювати їх у «проблемних районах», в яких мали силу «чорні пантери», з тим, щоб «заспокоїти» місцеве населення.
Фільм передбачає, що в подальшому величезні кількості наркотиків швидко вийшли за межі «проблемних районів» і стали причиною епідемії наркоманії в США в 1980—1990-х роках. Титрами, показаними в закінченні фільму, відзначено, що в 1970-ті роки в США було 300 тисяч наркоманів, а «на вчорашній день» їх налічувалося вже три мільйони. Фільм присвячений «Чорним пантерам, що склали свої життя в боротьбі».

## Нагороди
1995 рік — «Срібний леопард» кінофестивалю в Локарно.

## Акторський склад
- Кадим Гардісон[en] — Джадж
- Веслі Джонатан[en] — Боббі Гаттон[en]
- Бокім Вудбайн — Тайрон
- Джо Дон Бейкер[en] — Бріммер
- М. Еммет Волш — Дорсетт
- Кортні Венс — Боббі Сіл[en]
- Тайрін Тернер[en] — Сай
- Маркус Чонг[en] — Г'юї Ньютон
- Ламард Тейт — Джин Мак-Кінні
- Ентоні Грифит[en] — Елдридж Клівер
- Кріс Рок — Юк Мауф
- Маріо Ван Піблз[en] — Стоклі Кармайкл[en]
- Кріс Такер — охоронець
- Боббі Браун — Роуз
- Анджела Бассетт — Бетті Шабазз[en]
- Дженіфер Льюїс[en] — Рита
- Дік Грегорі[en] — преподобний Слокум
- Джеймс Легроу[en] — Боб Авакян[en]
- Kool Moe Dee[en] — Джамаль
- Роджер Гуенвер Сміт[en] — Прюїтт
- Річард Дайсарт[en] — Едгар Гувер
- Майкл Вінкотт — Тайнен
- Джеймс Руссо — Роджерс
- Роберт Калп — Чарльз Гаррі
- Джеріс Лі Пойнтдекстер[en] — чорний полісмен
- Мелвін Ван Піблз[en] — старий рецидивіст